# وایکینگ (مینه‌سوتا)
وایکینگ، مینه‌سوتا (به انگلیسی: Viking, Minnesota) یک شهر در ایالات متحده آمریکا است که در شهرستان مارشال واقع شده‌است.

## خصوصیات
وایکینگ ۱٫۳۲ کیلومترمربع مساحت و ۱۰۴ نفر جمعیت دارد و ۳۲۶ متر بالاتر از سطح دریا واقع شده‌است.